# Bhikkhu Bodhi
Bhikkhu Bodhi (1944, december 10 -), született Jeffrey Block, amerikai théraváda buddhista szerzetes, aki Srí Lankán nyert rendfelvételt és jelenleg New York/New Jersey területén tanít. A Buddhista Kiadó Társaság második elnöke volt, ahol több théraváda buddhista írást adott ki szerzőként és szerkesztőként egyaránt.

## Élete
Block 1944-ben született az amerikai Brooklyn-ban zsidó szülők gyermekeként. 1966-ban alapfokú filozófiai diplomát szerzett a Brooklyn Főiskolán. 1972-ben a filozófia doktori címét is megszerezte a Claremont városában (Claremont Graduate University .
1967-ben a vietnámi mahájána buddhista rend srámanerájává (növendék) vált. 1972-ben elutazott Srí Lankára, ahol a théraváda srámanera beavatást kapott. Egy évvel később teljes jogú bhikkhuvá vált.
1984-ben Nyanaponika Thera szerzetest követte a Buddhista Kiadó Társaság (BPS, Srí Lanka) szerkesztői posztján, majd négy év múlva az elfoglalta az elnöki tisztséget is. 2002-ben visszavonult a szerkesztőségtől, ám az elnöki pozícióját nem adta fel.
2000-ben Bodhi nyitotta meg az Egyesült Államok első hivatalos vészák ünnepségét.
Bodhi jelenleg a Bodhi kolostor (Lafayette Township, New Jersey) és a Csuang Jen kolostor (Carmel, New York) tanítója, illetve a Jin Sun alapítvány elnöke.
Bhikkhu Bodhi a Buddhist Global Relief szervezet alapítója, amely az éhezőkön kíván segíteni a világ minden részén.

## Publikációi és tanításai

### Magyarul
- A nemes nyolcrétű ösvény. A buddhista szellemi út; ford. Farkas Anikó; Orient Press, Bp., 1993
- A létesülés gyökere. A Mūlapariyāya Sutta szövege és kommentárjai; ford. Pressing Lajos; Buchhandlung für Orientalistik–Orient Press, Überlingen–Bp., 1996 (Kelet szent könyvei)
- A nemes nyolcrétű ösvény. Út a szenvedés megszüntetéséhez; ford. Farkas Anikó; 2. bőv., jav. kiad.; Filosz, Bp., 2012
- Bhikkhu Bodhi. A nézetek mindent felölelő hálója (A Brahmajála Sutta szövege és kommentárjai). Orient Press (1993). Hozzáférés ideje: 2015. július 10.

### Angolul
- The Noble Eightfold Path: Way to the End of Suffering (1984, BPS; 2000, Pariyatti)[8]
- The Middle Length Discourses of the Buddha: A Translation of the Majjhima Nikaya (Nanamoli Bhikkhu szerzetessel közösen, 1995, Wisdom Publications)
- Numerical Discourses of the Buddha: An Anthology of Suttas from the Anguttara Nikaya (Nyanaponika Thera szerzetessel közösen, 2000, Altamira Press)
- The Connected Discourses of the Buddha: A New Translation of the Samyutta Nikaya (2000, Wisdom Publications)
- The Numerical Discourses of the Buddha: A Translation of the Anguttara Nikaya (2012, Wisdom Publications)
- A Comprehensive Manual of Abhidhamma: The Abhidhammattha Sangaha of Ācariya Anuruddha (2000, BPS Pariyatti)
- In the Buddha's Words: An Anthology of Discourses from the Pali Canon (2005, Wisdom Publications)

internetes kurzusai
- Buddha tanítása, ahogy van ("The Buddha's Teaching As It Is") (1981)[9]
- Páli nyelvű kurzus ("A course in Pali Language") (2003)[10]
- Maddzshima-nikája tanítások (2003–2008)[11]